# Abstraktní algebra

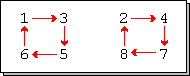
Cyklická permutace

Abstraktní algebra je oblast matematiky zkoumající abstraktní algebraické struktury. Termín vznikl počátkem 20. století na odlišení oboru od elementární algebry, jež se zabývá například úpravou algebraických výrazů s reálnými a komplexními čísly. Dnes se již toto rozdělení obvykle nepoužívá.
Zatímco elementární algebra se zabývá konkrétními objekty (například reálnými čísly), abstraktní algebra se týká jakékoli struktury, která splňuje dané podmínky. Například pologrupou je každá množina s asociativní binární operací - může to být množina čísel, množina funkcí, množina uspořádaných pětic atd.
Výhoda abstraktního přístupu spočívá v tom, že stačí pro daný typ struktury (například grupu nebo lineární prostor) jednou dokázat nějakou větu a lze ji aplikovat na každou strukturu, která splňuje definici grupy, lineárního prostoru apod.

## Neformální úvod
Algebra zkoumá "množiny s operacemi". Například grupa je jakákoli množina s binární operací, která splňuje vztahy v definici grupy. Některé grupy jsou množiny čísel, jiné grupy jsou množiny funkcí, jiné grupy jsou množiny množin atd. Pokud však něco dokážeme pro každou grupu, nemusíme to již znovu dokazovat pro jednotlivé množiny, které jsou grupami.

### Operace na množině
Kromě toho, na téže množině je často možné operace definovat několika způsoby a všechny mohou být užitečné. Např. pokud na množině {0,1} uvažujeme sčítání a násobení definované obvyklým způsobem až na to, že 1+1=0, dostaneme tzv. těleso modulo 2, velmi užitečné v teorii šifrování. Pokud uvažujeme 1+1=1, dostaneme Booleovu algebru užitečnou v logice.
Uvedený příklad je nedokonalý, neboť lze argumentovat, že signatura těles či okruhů nemá nic společného se signaturou Booleových algeber (u nichž je navíc běžnější operace značit ∧ a ∨). Ovšem na množině čtvercových matic dané velikosti lze operaci násobení definovat několika způsoby: buď obvyklým maticovým násobením, nebo po prvcích, kdy součin dvou matic A a B má na pozici (i,j) součin prvků Ai,j a Bi,j.
Není tedy možné se zeptat, zda okruh čtvercových matic má nějakou vlastnost (například je izomorfní s jiným okruhem), pokud neupřesníme, jak jsou na něm definovány operace.
Dalším příkladem struktury s neobvykle definovanými operacemi je svaz vyjadřující dělitelnost. Operace "spojení" ({\displaystyle x\vee y} ve svazu představuje "nejmenší prvek {\displaystyle z} takový, že {\displaystyle x\leq z} a {\displaystyle y\leq z}". Jelikož však ve svazu dělitelnosti relace {\displaystyle x\leq y} představuje "x je dělitel y", je například {\displaystyle 20\vee 30=60}, nikoli 30.
Tyto zdánlivě neobvyklé struktury se zkoumají proto, že pomocí nich lze objevit důležité matematické výsledky s mnoha aplikacemi v různých oblastech vědy i v technologické praxi.

## Algebraické struktury
Algebra zkoumá tzv. algebraické struktury, tedy množiny vybavené operacemi, nikoli např. relacemi.
Algebraickou operací arity n na množině A (jinými slovy: n-ární operací) se rozumí zobrazení, které uspořádané n-tici prvků z A přiřadí prvek z A. Například násobení přiřadí dvojici (3,2) číslo 6.
Příklad operací:
- sčítání, odčítání a násobení (nikoli však dělení) na celých číslech je binární operace (arita 2)
- funkce "opačné číslo", která číslu x přiřadí -x, je unární operace (arita 1).
- konstanta 0 nebo konstanta 154 jsou nulární operace (arita 0), neboť nepotřebují žádný parametr.
- operace vyšší arity než 2 se v algebře zkoumají relativně zřídka. Operacím s aritou 3 se říká ternární. V programování není však běžným zvykem pojmem ternární operátor označovat jakýkoli operátor s aritou 3, ale jen operátor "x?y:z", který může posloužit jako příklad operace na celých číslech s aritou 3.

Příklady vztahů, které nejsou algebraickými operacemi:
- Množina celých čísel s relací "číslo x je dělitel čísla y" není algebraickou strukturou, protože tato relace nevrací číslo, nýbrž vrací (intuitivně řečeno) logickou hodnotu "ano/ne".
- Množina přirozených čísel s operací odčítání není algebraickou strukturou, neboť výsledek nemusí ležet v této množině (například 3-8 není přirozené číslo)
- Množina celých čísel s dělením není algebraickou strukturou, neboť výsledek dělení nulou není vůbec definován.
- Pro jakékoli {\displaystyle n\in \mathbb {N} ^{+}} má každé nenulové komplexní číslo {\displaystyle n} různých odmocnin. Pro každé n by operace n-tá odmocnina byla unární operací, kdyby z těchto možných výsledků vrátila jeden. Pokud neuvedeme, které z nich zvolíme (a žádná přirozená metoda výběru zde neexistuje, protože žádná z hodnot nebývá nějak význačná), pak n-tá odmocnina na množině komplexních čísel není algebraická operace (není to zobrazení, neboť témuž argumentu přiřazuje několik hodnot).

Příkladem struktur, které jsou v matematice často zkoumány, ale nejsou algebraickými strukturami, jsou uspořádané množiny, topologické prostory, normované vektorové prostory, grafy apod. Model predikátové teorie je algebraickou strukturou jen tehdy, pokud tato teorie neobsahuje relační symboly.

### Formální definice algebraických struktur
Intuitivně je algebraická struktura "množina vybavená operacemi". Aby bylo možné s nimi exaktně pracovat, formálně se tyto struktury definují jako uspořádané n-tice, kde n je číslo o jedna větší, než počet těchto operací.
Například grupa je množina se třemi operacemi, které lze značit např. {\displaystyle \circ }, −1, e (nebudeme se teď držet jiné možné definice, která si vystačí s jednou operací). Grupou je tedy každá uspořádaná čtveřice {\displaystyle \mathbb {G} } = ({\displaystyle G}, {\displaystyle \circ }, −1, e) taková, že
- {\displaystyle \circ } je binární operace nad {\displaystyle G}, operace −1 je unární operace nad {\displaystyle G} a e je nulární operace (konstanta) nad {\displaystyle G}
- splňuje všechny vztahy v definici grupy, například {\displaystyle \forall x\in G:x^{-1}\circ x=e}

Grupa celých čísel je tedy uspořádaná čtveřice (Z, +, -, 0), kde symbol + značí množinu všech uspořádaných trojic celých čísel {\displaystyle (x,y,z)} takových, že {\displaystyle x+y=z}.

### Nosná množina
Množině G v právě uvedené definici se říká nosná množina. Grupa {\displaystyle \mathbb {G} } a její nosná množina G jsou dva různé matematické objekty, ale tam, kde nehrozí nedorozumění, se označují stejným písmenem, takže je běžné psát například
{\displaystyle \forall x\in \mathbb {G} :x^{-1}\circ x=e}
ačkoli x je prvkem {\displaystyle G} a nikoli {\displaystyle \mathbb {G} }

## Přehled zkoumaných struktur
Příklady struktur, které algebra zkoumá:

### Grupoidy a grupy
- Množina vybavená binární operací se nazývá grupoid.
- Je-li operace asociativní, struktuře se říká pologrupa.
- Pokud navíc obsahuje neutrální prvek, nazývá se monoid.
- Monoid, v němž ke každému prvku existuje inverzní prvek, se označuje jako grupa.

Příklad: Celá čísla se sčítáním tvoří grupu. Přirozená čísla včetně nuly se sčítáním tvoří monoid, celá kladná čísla pak pologrupu, neboť neutrálním prvkem pro sčítání je 0. Celá čísla s násobením tvoří monoid, jehož neutrální prvek je 1. Racionální čísla tvoří monoid, neboť k nule neexistuje inverzní prvek. A taky tvoří pologrupu a grupoid, protože každý monoid je zároveň pologrupa a grupoid. (Podobně v ostatních příkladech.)

### Tělesa a okruhy
Příkladem algebraické struktury jsou tělesa a lineární vektorové prostory nad nimi. Typickým příkladem tělesa je množina reálných nebo komplexních čísel, vektorový prostor nad ním je například množina vektorů v třírozměrném prostoru nebo množina všech spojitých funkcí na daném intervalu.
Obecnějším pojmem je okruh a moduly nad okruhem. V definici okruhu vyžadujeme méně podmínek, než u tělesa, takže tuto definici splňuje širší třída matematických objektů. Například množina celých čísel se sčítáním a násobením je okruh, ale nikoli těleso, neboť k většině jejích prvků neexistuje prvek inverzní vzhledem k násobení (například inverzní prvek při sčítání k číslu 2 je -2, ale inverzní prvek při násobení je 1/2 a ten se v množině celých čísel nenachází).

### Ostatní
Dalšími algebraickými strukturami jsou například svazy a Booleovy algebry.

## Univerzální algebra
Mezi disciplínami, které studují jednotlivé struktury (např. teorie grup) zaujímá zvláštní postavení univerzální algebra, jejíž výsledky lze aplikovat na širokou skupinu struktur. Dokážeme-li v ní, že něco platí pro každou varietu, pak to platí pro všechny grupy, všechny svazy, všechny lineární prostory apod. (nikoli však pro tělesa) a není nutné to dokazovat pro každou algebraickou strukturu zvlášť. Příkladem takových matematických výsledků jsou věty o izomorfismu nebo existence volných algeber.
Výsledky univerzální algebry lze zobecnit ještě dále v teorii kategorií, ovšem ta již není odvětvím algebry, neboť zkoumá algebraické i jiné struktury.